# Тет-де-муан
Тет-де-муан (франц. Tête de Moine) — сорт швейцарского полутвердого сыра из непастеризованного коровьего молока, название которого в переводе означает «Голова монаха».

## История
Этот сорт сыра был создан монахами около 800 лет назад. В документах, датируемых 1192 годом, содержится информация о том, что этот сыр принимался в качестве налога от крестьян-скотоводов и предназначался для феодальных властителей крестьянских хозяйств. Сыр также выполнял роль денежного эквивалента. Изначально он носил название «Бельле», по названию аббатства в Секуре, в котором был впервые приготовлен. Но затем французские солдаты, выгнавшие монахов из аббатства 200 лет назад, назвали его «тет де муан», что в переводе означает «голова монаха», и это название прижилось. По одной из версий, сыр получил такое название из-за необходимости соскабливать его, что походило на процедуру пострижения монаха. По другой версии, среди местных жителей ходили слухи о том, что «брат монах» или «голова монах» спрятал в монастыре очень много сыра. В 1982 году изобрели жироль — специальный инструмент, который помогает производить нарезку этого сорта сыра. Рецепт тет де муан остается традиционно неизменным на протяжении столетий. В XXI веке этот вид сыра производит меньше десяти сыроварен в области Поррантрюи. В начале XXI века сыр тет де муан получил сертификат подлинности происхождения (АОС).

## Описание
Сыр Тет-де-муан принято соскабливать, а не нарезать, как это делают с другими видами сыров. Вес сырной головки составляет от 0,85 до 2,5 килограммов. Сыр хорошо сочетается с белым сухим вином. Созревает от 2,5 месяцев до полугода. У него крепкая корочка и однородная масса желтого цвета. Для подачи на стол сыр не нарезается, но с него снимается тончайшая стружка.

## Производство
Варится сыр в котлах из меди, хранится в подвалах, полки в которых сделаны из еловых досок. Для приготовления сыра используется свежее молоко, полученное в летний период.